# Línea Bargas-Toledo
La línea Bargas-Toledo fue una línea férrea española de 18 kilómetros de longitud y ancho ibérico, que enlazaba la ciudad de Toledo con la línea Madrid-Lisboa. El trazado, que estuvo activo entre 1938 y 1947, en la actualidad se encuentra desmantelado.

## Historia
En 1866 se autorizó la realización de un estudio para un ferrocarril entre Bargas y Toledo, si bien esta eventualidad no se llegó a materializar.
En el Plan Preferente de Ferrocarriles de Urgente Construcción que aprobó la dictadura de Primo de Rivera en 1926, más conocido como el Plan Guadalhorce, se contemplaba la construcción de la línea Bargas-Toledo. A través de este trazado, que tendría una longitud de 18 kilómetros, se pretendía enlazar Toledo con la línea Madrid-Lisboa. Los trabajos de construcción se alargaron varios años, en parte debido a los problemas de financiación. El trazado fue abierto al tráfico el 20 de septiembre de 1938, bajo gestión de la Compañía Nacional de los Ferrocarriles del Oeste. La apertura se realizó en unas condiciones excepcionales, en pleno transcurso de la Guerra Civil. En 1941, con la nacionalización de los ferrocarriles de ancho ibérico, la línea se integró en la red de la recién creada RENFE.
Los servicios ferroviarios fueron suspendidos el 24 de febrero de 1947 tras una riada especialmente violenta del río Tajo que destruyó un puente cercano a Toledo; esta infraestructura era de carácter provisional. Sin embargo, la línea nunca más sería reabierta al tráfico y se declaró clausurada en 1955, siendo desmantelada.

## Estaciones
Esta lista es actualizada periódicamente por un bot usando los contenidos de Wikidata, por lo que cualquier cambio manual se perderá.
| Nombre              | Municipio     | Coordenadas                                        | Estado | Wikidata   | Commons               | Imagen |
| ------------------- | ------------- | -------------------------------------------------- | ------ | ---------- | --------------------- | ------ |
| estación de Toledo  | Toledo        | 39°51′45″N 4°00′41″O / 39.8624, -4.01125           |        | Q801520    | Toledo train station  |        |
| estación de Bargas  | Bargas        | 39°58′20″N 4°01′24″O / 39.9721623, -4.0232652      |        | Q106171681 | Bargas train station  |        |
| estación de Higares | Olías del Rey | 39°55′15″N 3°56′52″O / 39.92086111111111, -3.94775 |        | Q116754048 | Higares train station |        |